# Juan Carlos Murúa
Juan Carlos Murúa (Posadas, 17 luglio 1935 – 26 marzo 2023) è stato un calciatore argentino, di ruolo difensore.

## Carriera

### Club
Ha sempre giocato nel campionato argentino, vincendolo due volte.

### Nazionale
Ha collezionato 11 presenze con la maglia della Nazionale.

## Palmarès

### Club

#### Competizioni nazionali
- Campionato argentino: 2

Racing Avellaneda: 1958, 1961

### Nazionale
- Campeonato Sudamericano de Football: 1

Argentina 1959